# Изяслав Глебович
Изясла́в Гле́бович (? — 1183) — князь переяславский, сын Глеба Юрьевича.
Принимал участие в походе своего дяди Всеволода Большое Гнездо в Волжскую Булгарию, где в 1183 году был тяжело ранен во время штурма под стенами «Великого города Серьбреных Болгар»:

Изяслав же Глебовичь, внук Гургев, доспев со дружиною... и изломи копье, и ту удариша его стрелою сквозе брони под сердце...— Радзивилловская летопись
Эта потеря остановила удачно начавшийся поход. Умер раненый князь на волжском острове Исады. Тело погибшего князя Изяслава «вложиша в лодью» и привезли во Владимир. 
По письменным источникам, был погребён в соборе Владимира, однако могила утрачена.